# Ahveninen (sjö i Norra Österbotten)
Ahveninen är en sjö i Finland. Den ligger i kommunen Taivalkoski i landskapet Norra Österbotten, i den nordöstra delen av landet, 600 km norr om huvudstaden Helsingfors. Ahveninen ligger 256 meter över havet. Arean är 32,4 hektar och strandlinjen är 2,67 kilometer lång. Sjön  ingår i Ijo älvs huvudavrinningsområde. 